# 松岡直也
松岡 直也（まつおか なおや、1937年5月9日 - 2014年4月29日）は、ラテン・フュージョン音楽の第一人者、ピアニスト、作曲家、編曲家である。神奈川県横浜生まれ、日本を代表するラテンピアニストの巨匠。

## 経歴
生家は横浜市本牧・小港にあった。7歳の頃から独学でピアノを弾き始める。1952年、15歳の時「パン猪狩とマーキス・トリオ」のピアニストとしてプロデビュー。翌年には自身のバンド「松岡直也カルテット」を率いてライブを中心に活動を開始する。また、「浜口庫之助とアフロ・クバーノ・ジュニア」にピアニスト、編曲家として参加し、ヒット曲「黄色いサクランボ」を編曲する。
この頃からラテン音楽の虜になり、「キューバン・スペシオーサ」、「松岡直也ピアノ・トリオ」、「ラテン・スペシオーサ」、「松岡直也ラテン・ピアノ・トリオ」、「松岡直也ハバナ・ビーツ」（後に「松岡直也ハバナ・ビーツ・オーケストラ」に改名）などのラテンバンドで活躍する。
1961年には「アーティストリー・サウンド」を結成し、ショーの音楽プロデュースと編曲を手掛けるようになる。その後、いずみたくが主宰する「オール・スタッフ」に所属。映画・テレビ・CM音楽等の作・編曲を手掛ける傍ら、スタジオ・ミュージシャンとして活動を始める。
1972年にはテレビドラマの主題歌として使われた「太陽がくれた季節」（歌・青い三角定規）を編曲し、青い三角定規は同曲で第14回日本レコード大賞・新人賞を受賞。いしだあゆみ「小さな愛の歴史」作曲（古賀賞/日本作曲家大賞受賞）。更に「松岡直也オールスターズ」を結成しライブ活動を再開する。
1977年、初のリーダーアルバム『JOYFUL FEET』を発表。1979年にはホーン・セクションを加えた大規模編成によるラテン・ジャズ、ラテン・フュージョン・バンド「松岡直也＆ウィシング」を結成。また「ラテン・ジャズ・アンサンブル」の日本公演にピアニストとして参加した。
1981年には神戸市で開催された博覧会「ポートピア'81」のダイエー館（オムニマックス・シアター）の音楽を担当。そこでの使用楽曲は同年のアルバム『THE SHOW』に収録されている。また同じ1981年には、ロックプロジェクト・MASH（マッシュ）を立ち上げるものの、衣装の派手さや音量の大きさが仇となってしまい短命に終わる。
1982年、音楽活動30周年を記念したベスト・アルバム『九月の風』を発表。オリコンチャート第2位、半年間30位以内にチャートインするなど、インストゥルメンタル・ミュージック界では珍しいヒット作となった。
しかし人気が高まるにつれ、大規模編成であるウィシングのライブ活動がままならなくなりやむなく解散。小規模編成による「松岡直也グループ」を結成。この中からは和田アキラ、高橋ゲタ夫、菅野真吾（現・カルロス菅野）、是方博邦、大橋勇（現・勇武）といった人気音楽家を生み出している。
日本国外では1980年に「松岡直也&ウィシング」、1983年には「松岡直也グループ」としてスイス「モントルー・ジャズ・フェスティバル」に出演。どちらも大成功を収め、1980年の演奏はアルバム『LIVE at Montreux Festival』、1983年の演奏はアルバム『WELCOME』に収録されている。また現地のテレビ放送のため映像も収録されており没後に2作品ともDVD・Blu-rayで発売されている。
1985年には同年にANN系列で放送を開始した『ニュースステーション』をはじめとするANNニュースのテーマソングを作曲。また中森明菜に提供した「ミ・アモーレ〔Meu amor é･･･〕」の作・編曲を手掛け、同曲は第27回日本レコード大賞を受賞し、また松岡は日本作曲大賞・優秀作曲家賞を受賞した。
翌1986年にはわたせせいぞう作で日本テレビ系列で放送された『ハートカクテル』の音楽を担当。楽曲はサウンドトラックとして「ハートカクテルVol.1」が1986年11月、「Vol.2」が1987年2月に発売。一方でプロレスラー・藤波辰巳（現・辰爾）の入場テーマ曲「Rock Me Dragon」を作曲する、というユニークな面も見せた。
1988年にはNHK教育テレビで放送された『ベストサウンドIV』の講師を担当。同年には「PASSIONATE PIANO COLLECTION」と題し、自身のソロピアノに村上ポンタ秀一、高橋、ペッカーといったウィシング時代からの仲間を加えた小編成カルテットでも活動。1993年には再びホーン・セクションを交えた大規模編成によるバンド「松岡直也バンダ・グランデ」を結成、更に1997年にはTBS系列のドラマ『智子と知子』の劇伴を担当。
2001年に病気を患うがその後も音楽活動を続け、2002年には音楽活動50周年記念アルバム『An Affair To Remember』、2005年にアルバム『Sincerely』を発表。2009年には新ユニット「Hot & Unique」の結成、音楽活動60周年を迎えた2012年には「松岡直也＆ウィシング」を再結成させてライヴ活動を行うなど、闘病しながらも精力的に活動を続けていた。
しかし2014年3月末に体調が急変して入院。4月29日午前10時22分、前立腺癌のため川崎市の病院で死去。76歳没。

## エピソード
松岡が在籍した「浜口庫之助とアフロ・クバーノ・ジュニア」には一時、ハナ肇も在籍していた。その縁もあり、1960年、「ハナ肇とクレージーキャッツ」でピアノを担当していた石橋エータローが胸を患い一時休業した際、実現こそしなかったものの、クレージーの臨時メンバーにならないかと、松岡も声をかけられたという。

## 出演番組
- ニューヒットポップス情報「中南米ニューヒット」（NHK-FM）
- 趣味講座「ベスト・サウンドⅣ」（NHK）

## ディスコグラフィー

### アルバム（オリジナル、ベスト、サウンドトラック）
| #  | 発売日         | タイトル                                                                              | 備考                                                                                      |
| -- | -------------- | ------------------------------------------------------------------------------------- | ----------------------------------------------------------------------------------------- |
| 1  | 1977年3月25日  | JOYFUL FEET 松岡直也オール・スターズ                                                  | 1st album                                                                                 |
| 2  | 1978年3月25日  | STEFFANIE DE PRAIA～海辺のステファニー 松岡直也                                       |                                                                                           |
| 3  | 1979年2月25日  | DAY BREAK 松岡直也オール・スターズ                                                    |                                                                                           |
| 4  | 1979年4月25日  | THE WIND WHISPERS 松岡直也＆ウィシング                                                |                                                                                           |
| 5  | 1979年9月25日  | KALEIDOSCOPE フィーチャリング：トゥーツ・シールマンス & 松木恒秀 作曲・編曲：松岡直也 |                                                                                           |
| 6  | 1979年10月25日 | FIESTA FIESTA 松岡直也＆ウィシング                                                    |                                                                                           |
| 7  | 1979年12月21日 | MAJORCA 松岡直也＆ウィシング                                                          |                                                                                           |
| 8  | 1980年7月25日  | SON 松岡直也＆ウィシング                                                              |                                                                                           |
| 9  | 1980年10月25日 | LIVE at MONTREUX FESTIVAL 松岡直也＆ウィシング                                        | 2disc LIVE                                                                                |
| 10 | 1981年2月21日  | PACIFIC JAM                                                                           | 土岐英史・松岡直也共同プロデュース ロサンゼルス録音                                       |
| 11 | 1981年3月25日  | THE SHOW 松岡直也＆ウィシング                                                         |                                                                                           |
| 12 | 1981年6月25日  | MASH Mash                                                                             |                                                                                           |
| 13 | 1981年12月21日 | DANZON 松岡直也＆ウィシング                                                           |                                                                                           |
| 14 | 1982年4月25日  | THE SEPTEMBER WIND 九月の風～通り過ぎた夏 松岡直也＆ウィシング                        | Best                                                                                      |
| 15 | 1982年10月25日 | FALL ON THE AVENUE～見知らぬ街で 松岡直也                                             | 30周年記念アルバム、ニューヨーク録音                                                      |
| 16 | 1983年4月23日  | A FAREWELL TO THE SEASHORE～午後の水平線 松岡直也                                     |                                                                                           |
| 17 | 1983年11月30日 | WELCOME 松岡直也                                                                      | 2disc LIVE & STUDIO Concert Venue: Casino Montreux(1983.7.22) Roppongi Pit Inn(1983.7.30) |
| 18 | 1984年5月25日  | 夏の旅 松岡直也                                                                       |                                                                                           |
| 19 | 1984年11月28日 | LONG FOR THE EAST 松岡直也                                                            |                                                                                           |
| 20 | 1985年5月25日  | SPLASH & FLASH～遅い朝食にはビールを 松岡直也                                         |                                                                                           |
| 21 | 1985年11月28日 | ONE LAST FAREWELL～Naoya Matsuoka The Best Selection 松岡直也                         | Best                                                                                      |
| 22 | 1986年5月25日  | WATERMELON DANDIES 松岡直也                                                           |                                                                                           |
| 23 | 1986年11月28日 | ハートカクテル Vol.1 松岡直也                                                         | Soundtrack わたせせいぞう「ハートカクテル」                                               |
| 24 | 1986年11月28日 | BAILA MI SON (ラテン・チューン) 松岡直也                                              | Best                                                                                      |
| 25 | 1986年11月28日 | HOW ROMANTIC! (ロマンチック・チューン) 松岡直也                                       | Best                                                                                      |
| 26 | 1986年11月28日 | BEACH SONGS (シーサイド・チューン) 松岡直也                                           | Best                                                                                      |
| 27 | 1986年11月28日 | WIND SONGS (ドライブ・ミュージック) 松岡直也                                          | Best                                                                                      |
| 28 | 1987年2月25日  | ハートカクテル Vol.2 松岡直也                                                         | Soundtrack わたせせいぞう「ハートカクテル」                                               |
| 29 | 1987年6月25日  | 日曜島へ 松岡直也                                                                     | 35周年記念アルバム                                                                        |
| 30 | 1988年5月25日  | MAJESTIC 松岡直也                                                                     |                                                                                           |
| 31 | 1988年12月10日 | SNOW BEAT～best selection for winter 松岡直也                                         | Best                                                                                      |
| 32 | 1989年5月25日  | SONGS and DAYS 松岡直也                                                               |                                                                                           |
| 22 | 1989年11月17日 | NOW'S THE TIME 松岡直也                                                               | 「Passionate Piano Collection」series                                                     |
| 33 | 1990年3月25日  | TIME PASSING 松岡直也                                                                 | 「Passionate Piano Collection」series                                                     |
| 34 | 1990年6月25日  | JUNE JULY AUGUST 松岡直也                                                             |                                                                                           |
| 35 | 1990年11月15日 | PLAY 4 YOU 松岡直也                                                                   | 「Passionate Piano Collection」series LIVE, Venue: Sogetsu Hall(1989.12.26)               |
| 36 | 1991年3月25日  | PASSIONATE PIANO COLLECTION 松岡直也                                                  | 「Passionate Piano Collection」series 3title                                              |
| 37 | 1991年9月25日  | MAPAΘΩN松岡直也                                                                       |                                                                                           |
| 38 | 1992年4月25日  | THE NAOYA MATSUOKA～best selection 松岡直也                                           | 2disc Best                                                                                |
| 39 | 1992年9月25日  | DANCE UPON A TIME 松岡直也                                                            | 40周年記念アルバム                                                                        |
| 40 | 1993年6月25日  | MINERAL 松岡直也                                                                      |                                                                                           |
| 41 | 1994年6月25日  | ヴィーナスを探せ 松岡直也                                                             |                                                                                           |
| 42 | 1994年11月30日 | HEART & LOVE～ballad collection 松岡直也                                              | Best                                                                                      |
| 43 | 1996年4月25日  | シーラカンスの夢 松岡直也                                                             |                                                                                           |
| 44 | 1997年5月25日  | SUMMER VACATION～Naoya Matsuoka best selection 松岡直也                               | Best                                                                                      |
| 45 | 1997年8月27日  | 智子と知子 Original Soundtrack 松岡直也                                               | Soundtrack TVドラマ「智子と知子」                                                         |
| 46 | 1997年10月25日 | MUCHOS NAOYA～vocal best selection 松岡直也                                           | Best                                                                                      |
| 47 | 1997年12月17日 | EMERALD 松岡直也                                                                      | 45周年記念アルバム                                                                        |
| 48 | 1999年11月20日 | THE EARTH BEAMS 松岡直也                                                              |                                                                                           |
| 49 | 2001年6月5日   | UN JOUR... 松岡直也                                                                   |                                                                                           |
| 50 | 2002年12月18日 | AN AFFAIR TO REMEMBER 松岡直也                                                        | 50周年記念アルバム                                                                        |
| 51 | 2005年11月30日 | SINCERELY 松岡直也                                                                    |                                                                                           |
| 52 | 2011年9月28日  | 松岡直也 BEST COLLECTION Warner Music Years 1979-1996 松岡直也                        | 5disc Box                                                                                 |
| 53 | 2013年5月22日  | DRIVE BEST! 松岡直也                                                                  | Best                                                                                      |
| 54 | 2016年4月27日  | BEAUTIFUL JOURNEY -Romantic Piano Best Collection 松岡直也                            | 3disc Best                                                                                |

### ミニアルバム
| # | 発売日        | タイトル           | 備考                                                                           |
| - | ------------- | ------------------ | ------------------------------------------------------------------------------ |
| 1 | 1991年7月25日 | EL VIENTO 松岡直也 | 4曲収録 El Viento, The Wing(strings version), Good Looking, Girl In The Mirror |

### 12インチシングル
| # | 発売日 | タイトル                                                                           | 備考 |
| - | ------ | ---------------------------------------------------------------------------------- | ---- |
| 1 | 1979年 | LOVIN' MIGHTY FIRE／AMERICAN HIGHWAY松岡直也 with 吉田美奈子 Performance by WESING |      |
| 2 | 1985年 | ON A SUMMER DAY(Patr 1)／THE SEPTEMBER WIND松岡直也                                |      |
| 3 | 1987年 | ROCK ME DRAGON／DRAGON THE CHAMPION松岡直也                                        |      |

### シングル、ほか
| #  | 発売日         | タイトル                                                        | 備考                                                  |
| -- | -------------- | --------------------------------------------------------------- | ----------------------------------------------------- |
| 1  | 1980年7月25日  | ADRIA／LET IT HAPPEN AGAIN松岡直也＆ウィシング                  |                                                       |
| 2  | 1982年7月10日  | 九月の風／ONE LAST FAREWELL松岡直也                             |                                                       |
| 3  | 1983年3月26日  | HYMN TO THE WAVE／COME TO ME松岡直也                            |                                                       |
| 4  | 1983年6月25日  | 午後の水平線／FREE VOYAGE松岡直也                               |                                                       |
| 5  | 1984年11月28日 | A PASTORAL／NUAGE松岡直也                                       |                                                       |
| 6  | 1986年12月10日 | コスモスアベニュー／1/3の確率松岡直也                           |                                                       |
| 7  | 1988年5月25日  | TE QUIERO MUCHO(Remix ver.)／SOLITAIRE 松岡直也                 |                                                       |
| 8  | 1989年4月25日  | 私たちのシルクロード～平山郁夫夫妻21年目の旅立ち 松岡直也       | Soundtrack                                            |
| 9  | 1991年7月25日  | EL VIENTO／THE WING(Strings ver.) 松岡直也                      |                                                       |
| 10 | 1993年7月25日  | サンバ・ルネッサンス／WORKING BEAUTY 松岡直也                   |                                                       |
| 11 | 1994年5月25日  | THE STRIKER／MI AMORE(New Recording) 松岡直也                   |                                                       |
| 12 | 2023年10月22日 | ハートカクテル・アゲイン 松岡直也・大坪稔明・赤木りえ・国府弘子 | Soundtrack わたせせいぞう「ハートカクテル・アゲイン」 |

### ライブ・ビデオ
| # | 発売日         | タイトル                                                                            | 備考                                                           |
| - | -------------- | ----------------------------------------------------------------------------------- | -------------------------------------------------------------- |
| 1 | 1984年2月22日  | MONTREUX JAZZ FESTIVAL '83 松岡直也                                                 | 演奏：松岡直也グループ Venue: Casino Montreux(1983.7.22)       |
| 2 | 1989年10月25日 | SONGS and DAYS CONCERT 松岡直也                                                     | 演奏：松岡直也グループ Venue: Nakano Sun plaza(1989.7.18)      |
| 3 | 2005年11月30日 | NAOYA MATSUOKA GROUP LIVE!!                                                         | 演奏：松岡直也グループ Venue: STB139 Sweet Basil(2005.3.9)     |
| 4 | 2009年12月02日 | 57th Anniversary 松岡直也 The Special "Hot & Unique" Live                           | Venue: STB139 Sweet Basil (2008.4.16, 2009.5.26, 27)           |
| 5 | 2012年05月23日 | 松岡直也 INFINITY Live -60th Anniversary-                                           | Venue: STB139 Sweet Basil(2011.3.7)                            |
| 6 | 2012年09月27日 | 松岡直也＆ウィシング・ライブ～音楽活動60周年記念～                                  | 演奏：松岡直也＆ウィシング Venue: STB139 Sweet Basil(2012.6.8) |
| 7 | 2019年7月31日  | LIVE at MONTREUX JAZZ FESTIVAL 1983 松岡直也グループ 【デジタル・リマスター版】     | 演奏：松岡直也グループ Venue: Casino Montreux(1983.7.22)       |
| 8 | 2020年5月9日   | LIVE at MONTREUX JAZZ FESTIVAL 1980 松岡直也＆ウィシング 【デジタル・リマスター版】 | 演奏：松岡直也＆ウィシング Venue: Casino Montreux(1980.7.19)   |

### ビデオ、ほか
| # | 発売日         | タイトル                         | 備考 |
| - | -------------- | -------------------------------- | --- |
| 1 | 1987年2月10日  | ハートカクテル Vol.1             | 原作：わたせせいぞう、音楽：松岡直也 |
| 2 | 1987年6月10日  | ハートカクテル Vol.2             | 原作：わたせせいぞう、音楽：松岡直也 |
| 3 | 1988年11月10日 | SENSATIONAL BEATS松岡直也        | Music Video |
| 4 | 1989年6月25日  | BEST SOUND Monthly Songs '88-'89 | 音楽：松岡直也 |
| 5 | 1996年         | シーラカンス・ジャーニー松岡直也 | CD-ROM |
| 6 | 2003年10月22日 | ハートカクテル・アゲイン         | 原作：わたせせいぞう、音楽：松岡直也、大坪稔明、赤木りえ、国府弘子 |
| 7 | 2004年5月30日  | CROSSOVER JAPAN '03              | 演奏：松岡直也グループ(3曲)Venue: Yomiuri Land EAST(2003.5.24)出演バンド：カシオペア with 神保彰、ナニワエキスプレス、鈴木茂&FRIENDSTHE SQUARE、PARACHUTE、高中正義 with friends |

## 楽曲提供・編曲
| 曲名                             | 発売   | アーティスト               | 収録                                       | 備考       |
| -------------------------------- | ------ | -------------------------- | ------------------------------------------ | ---------- |
| 黄色いサクランボ                 | 1970年 | ゴールデン・ハーフ         | 『ゴールデン・ハーフでーす』               | 編曲       |
| 太陽がくれた季節                 | 1972年 | 青い三角定規               | 『太陽がくれた季節／素足の世代』           | 編曲       |
| 青春の旅                         | 1972年 | 青い三角定規               | 『太陽がくれた季節／素足の世代』           | 編曲       |
| 華やかな孤独                     | 1972年 | 佐良直美                   | 『豪華版 佐良直美デラックス』              | 編曲       |
| 小さな愛の歴史                   | 1973年 | いしだあゆみ               |                                            | 作曲       |
| Carnival Love                    | 1980年 | ペドロ&カプリシャス        | 『オアシス』                               | 作曲・編曲 |
| Gafieira Night                   | 1980年 | ペドロ&カプリシャス        | 『オアシス』                               | 作曲・編曲 |
| リオの魔法使い                   | 1981年 | 清野由美                   | 『U・TA・GE』                              | 作曲       |
| SUNGLOW                          | 1981年 | 阿川泰子                   | 『SUNGLOW』                                | 編曲       |
| ミ・アモーレ〔Meu amor é･･･〕    | 1985年 | 中森明菜                   | 『D404ME』                                 | 作曲・編曲 |
| 赤い鳥逃げた                     | 1985年 | 中森明菜                   | 『BEST III』                               | 作曲・編曲 |
| 月夜のヴィーナス                 | 1985年 | 中森明菜                   | 『BITTER AND SWEET』                       | 作曲・編曲 |
| 真夜中のオンディーヌ             | 1987年 | 長山洋子                   | 『オンディーヌ』                           | 作曲・編曲 |
| ターミナル                       | 1987年 | 畠田理恵                   | 『Liaison ―RIE HATADA MINI BEST＋1―』      | 作曲・編曲 |
| パティオでSLOW DANCE             | 1990年 | 松岡真由美                 | 『パティオでSLOW DANCE』                   | 編曲       |
| 世界を結ぼう                     | 1993年 | 土田誠子、森の木児童合唱団 | 『みんなのうた 〜メトロポリタン美術館〜』  | 作曲       |
| 灼熱…サウダージ 〜AMOR…SAUDADE〜 | 1994年 | マルシア                   | シングル                                   | 作曲・編曲 |
| 熱風エリア～Coração De Rosa～    | 1994年 | マルシア                   | シングル                                   | 作曲・編曲 |
| 紅い蓮〜Chove Chuva〜            | 1994年 | マルシア                   | シングル                                   | 作曲・編曲 |
| 逆光線                           | 1994年 | マルシア                   | シングル                                   | 作曲・編曲 |
| MEU ROMANCE                      | 2008年 | 阿川泰子                   | 『MEU ROMANCE』                            | 作曲・編曲 |
| 太陽のカリシア                   | 2018年 | 渡辺真知子                 | 『私はわすれない～人生が微笑む瞬間(とき)～ | 作曲・編曲 |
| 楽園                             | 2018年 | 渡辺真知子                 | 『私はわすれない～人生が微笑む瞬間(とき)～ | 作曲・編曲 |